# 矮舌珍魚
矮舌珍魚，為輻鰭魚綱水珍魚目水珍魚科的其中一種，分布於西大西洋區，從美國南卡羅萊納州，經墨西哥灣至巴西東南部海域，深度92-458公尺，體長可達11.3公分，棲息在砂泥底質底層水域，生活習性不明。

## 扩展阅读
維基物種上的相關：矮舌珍魚